# Mjölkbord

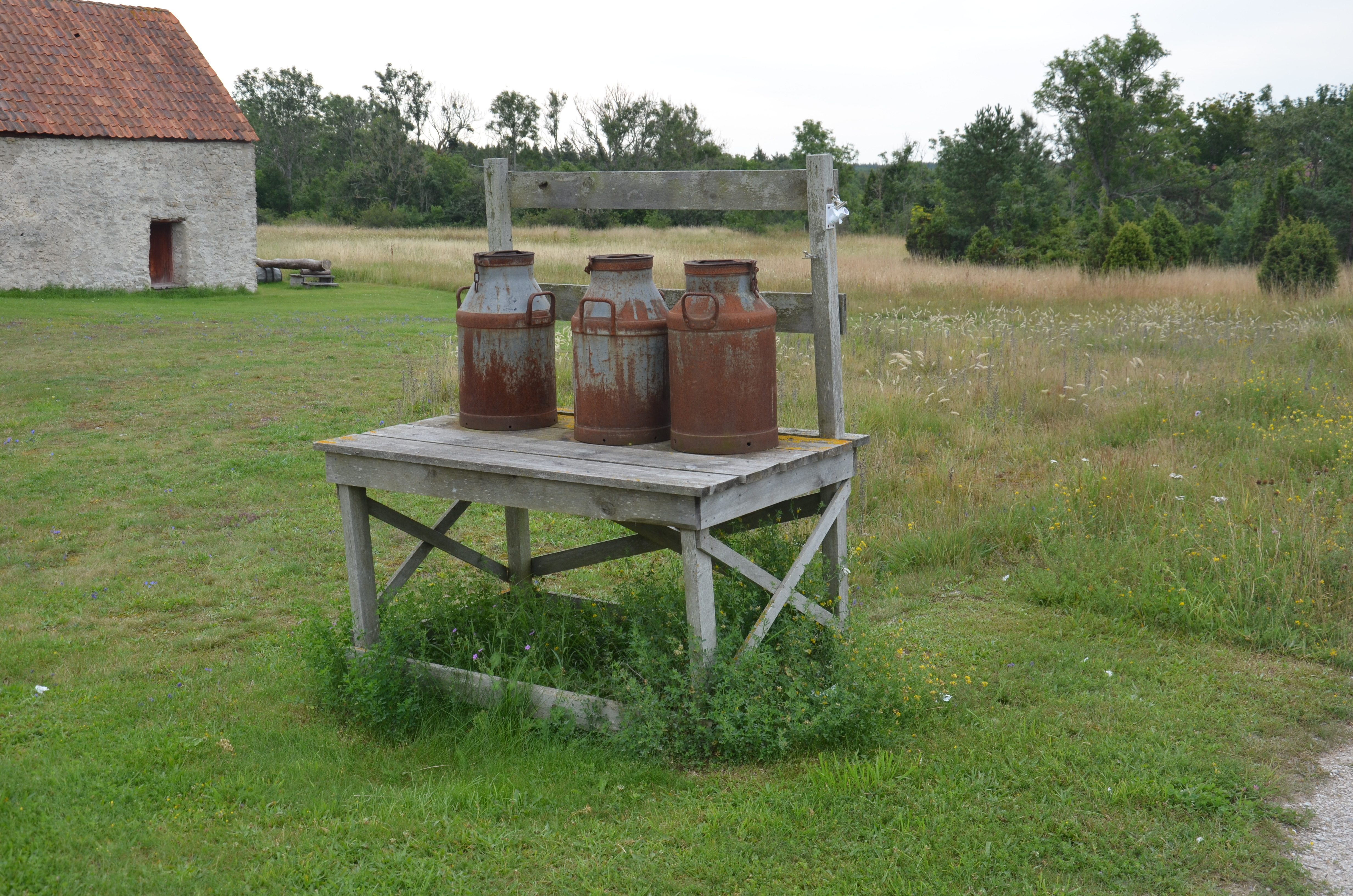
Mjölkbord på Gaustäde gård, Bunge socken på Gotland.

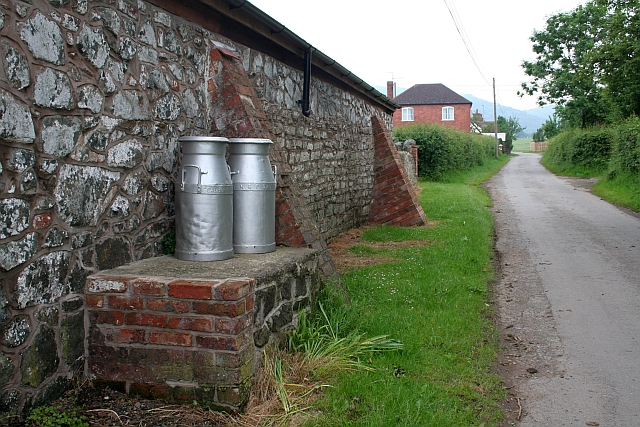
Mjölkbord i Castlemorton i Storbritannien.

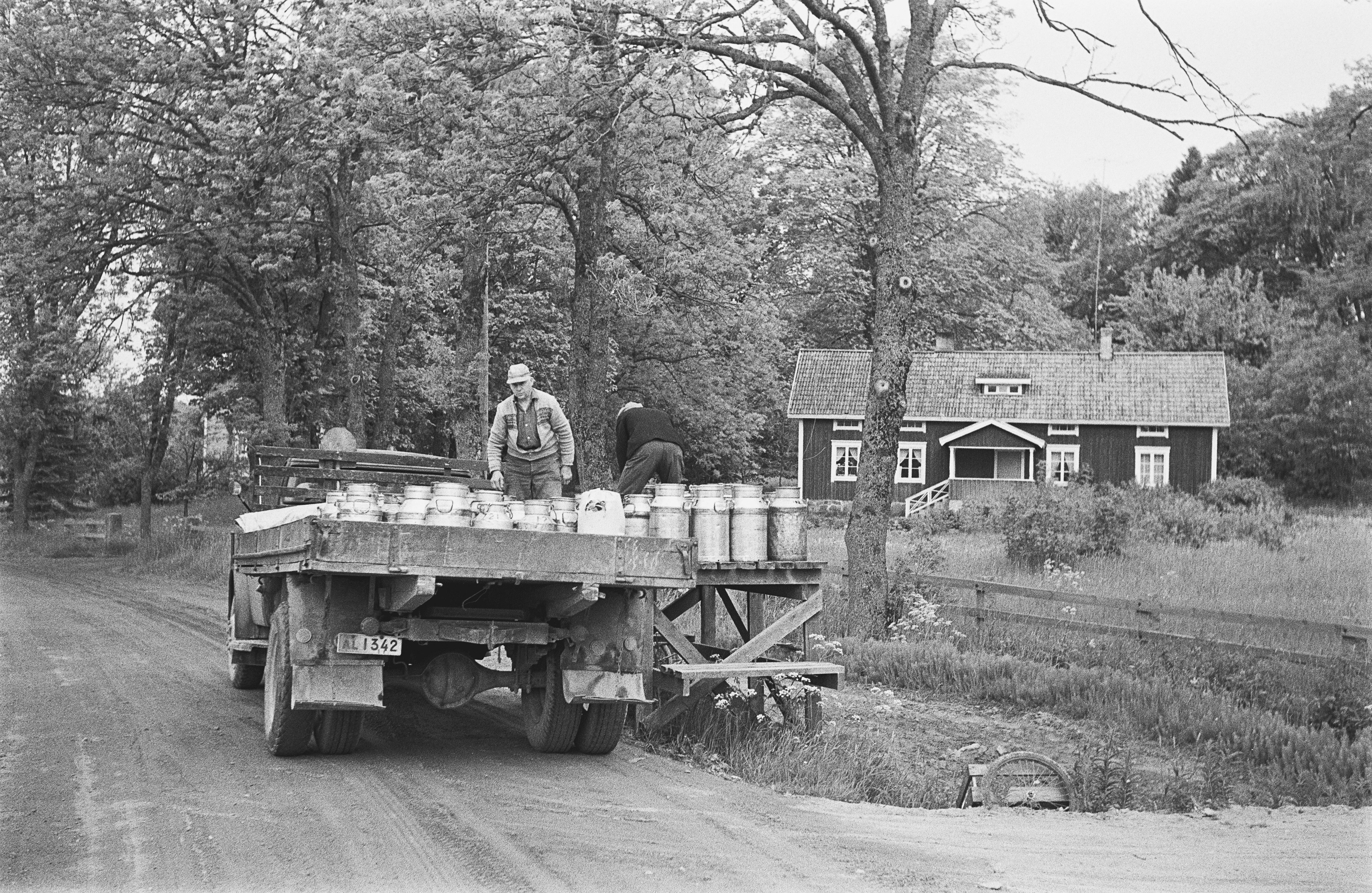
Kannor lastas vid mjölkbrygga i Pålsböle på Åland på 1960-talet.

Mjölkbord, även mjölkbrygga och mjölkpall, är en enkel konstruktion av sten, betong eller trä för att underlätta mjölkhämtning med lastbil från mjölkbonden till det lokala mejeriet.

## Historia
Ordet mjölkbord i sin nuvarande betydelse är enligt SAOB dokumenterat i det svenska språket sedan 1917.
Från den senare delen av 1920-talet organiserades mjölkhämtning av mjölkcentraler med lastbil i mjölkkrukor från gårdarna. Det ålåg mjölkbönderna att bygga ett mjölkbord vid landsvägen för att möjliggöra lastningen av mjölkflaskorna på samma höjd som lastbilsflaket. Mjölkbordens roll för insamling av opastöriserad mjölk "färskmjölk" upphörde från slutet av 1970-talet, då mejerierna hade övergått till att använda tankbilar. 
År 1950 fanns omkring 100 000 hemmabyggda mjölkbord i Sverige, och år 1993 uppskattades antalet till mellan 500 och 1 000.
År 1953 uppmanade Mjölkcentralen sina medlemmar att bygga mjölkbord efter särskilda typritningar, men detta slog dock aldrig igenom.

## Mjölkbord i kulturen
I TV-filmen Midvinterduell från 1983 av Lars Molin skildras en envis lantbrukare som vägrar anpassa sig till nya regler som kräver att han ska lämna sin mjölk på byns gemensamma mjölkpall i stället för sin egen.